# Michael Johnson (futebolista)
Michael Owen Johnson (Nottingham, 4 de julho de 1973) é um ex-futebolista profissional e treinador de futebol jamaicano nascido na Inglaterra que atuava como zagueiro. Atualmente é auxiliar-técnico da Seleção Inglesa Sub-18.

## Carreira
Estreou profissionalmente no Notts County, disputando 5 jogos na campanha que levou os Magpies ao rebaixamento para a segunda divisão inglesa de 1992–93. Seguiu no clube até 1995, atuando em 107 partidas. Neste ano assinou com o Birmingham City, levando o clube a ficar no meio da classificação em sua primeira temporada. Em 1998–99 levou o prêmio de jogador do ano dos Blues, que terminaram em 4º lugar na Football League First Division e se classificaram para os playoffs de acesso. O Birmingham terminou sendo eliminado pelo Watford nos pênaltis.
Em 2001–02, os Blues conquistaram o acesso à Premier League após derrotarem o Norwich City também nos pênaltis. Em sua volta à primeira divisão, Johnson disputou apenas 6 partidas. Ele assinou sem custos com o Derby County em agosto de 2003, participando de 39 jogos e fazendo um gol, evitando o rebaixamento dos Rams por apenas um ponto de vantagem sobre Gillingham (que também escapou da queda) e Walsall. Embora o clube tivesse obtido a quarta posição na segunda divisão e garantisse a vaga nos playoffs, as ausências de Iñigo Idiakez e Grzegorz Rasiak por lesão atrapalharam as pretensões do Derby County, que terminaram caindo para o Preston North End.
Nomeado capitão do time em 2005–06, seguiu liderando a zaga dos Rams, que tiveram fraco desempenho (terminou em vigésimo lugar). Em 2006–07, o Derby ficou apenas 2 pontos atrás do Birmingham City e venceu Southampton, Wolverhampton Wanderers e West Bromwich Albion nos playoffs de acesso, garantindo a volta dos Rams à Premier League após 5 temporadas.
Em setembro de 2007, foi emprestado ao Sheffield Wednesday por um mês, voltando ao Derby County em dezembro. O zagueiro disputaria apenas 3 jogos na péssima campanha do clubeque amargou o primeiro rebaixamento de uma equipe antes do mês de abril, com apenas uma vitória (sobre o Newcastle United) e passou 32 jogos sem conquistar os 3 pontos.
Sem espaço no Derby, voltou ao Notts County por empréstimo em fevereiro de 2008, atuando em 12 partidas. Contratado em definitivo em julho do mesmo ano, Johnson atuou 29 vezes e fez 2 gols. Ao final de seu contrato, em 2009, anunciou a aposentadoria como jogador - ele já acumulava as funções de jogador e treinador do time Sub-18 - , sendo promovido a coordenador de formação do clube. Em 2009 foi técnico interino dos Magpies em dupla com Dave Kevan.
Foi também coordenador de formação no Birmingham City e auxiliar-técnico no time Sub-21 do Cardiff City, tendo sua primeira experiência como treinador efetivo na seleção da Guiana, sendo responsável por levar a equipe à classificação para a Copa Ouro da CONCACAF, a primeira competição oficial como país independente.
Em 2019 assumiu o cargo de auxiliar-técnico da seleção Sub-21 da Inglaterra, onde permaneceria até agosto de 2021, quando passou a exercer a função na equipe Sub-18.

## Seleção Jamaicana
Pela Seleção Jamaicana, o zagueiro disputou 2 edições da Copa Ouro, em 2000 (um jogo) e 2003 (3 partidas). No total, foram 13 jogos com a camisa dos Reggae Boys.